# Ульрихс, Фёдор Юльевич
Фёдор Юльевич Ульрихс (1808—1878) — российский государственный деятель, тайный советник (1860).

## Биография
В службе и классном чине с 1827 года, после окончания Московского университета. В 1840 году произведён в коллежские советники, старший цензор—управляющий цензурой и секретной экспедицией Санкт-Петербургского почтамта и первый переводчик Департамента внутренних сношений Министерства иностранных дел Российской империи. В 1844 году произведён в статские советники.
В 1850 году произведён в действительные статские советники, в 1860 году  в тайные советники. С 1867 года президент Санкт-Петербургской Евангелическо-лютеранской консистории, с 1877 года член от правительства и с 1878 года президент  Управления училищами Евангеле-Лютеранской церкви св. Петра в Санкт-Петербурге.
Был награждён всеми российскими орденами вплоть до ордена Святого Александра Невского пожалованного ему в 1878 году.